# 아르템 다시신
아르템 다시신(본명: 아르템 빅토로비치 다시신, 우크라이나어: Артем Вікторович Дацишин, 1979년 1월 26일 ~ 2022년 3월 17일)은 우크라이나 국립 오페라 극장의 솔리스트 (발레)이자 차이코프스키의 백조의 호수, 프로코피예프의 로미오와 줄리엣 (프로코피예프) 등 발레에서 주연을 맡았다. 그는 국제 콩쿠르에서 상을 받았고 유럽, 북미, 일본을 순회했다. 그는 2022년 러시아의 우크라이나 침공 당시 러시아 포격으로 사망했다.